# 瓦利克河
瓦利克河（烏克蘭語：Валик），是烏克蘭西南部的河流，屬於索布河的右支流。該河流經文尼察州的海辛區，河道全長10公里，流域面積31.2平方公里。